# Boussey
Boussey – miejscowość i gmina we Francji, w regionie Burgundia-Franche-Comté, w departamencie Côte-d’Or.
Według danych na rok 1990 gminę zamieszkiwały 43 osoby, a gęstość zaludnienia wynosiła 8 osób/km² (wśród 2044 gmin Burgundii Boussey plasuje się na 867. miejscu pod względem liczby ludności, natomiast pod względem powierzchni na miejscu 1215.).